# Megadermàtids
Els megadermàtids (Megadermatidae) són una família de ratpenats de l'Àfrica central, el sud d'Àsia i Austràlia. Són ratpenats relativament grans, amb una mida corporal de 6,5-14 cm. Tenen ulls i orelles molt grossos i un nas prominent. Tenen una ampla membrana entre les potes posteriors, però manquen de cua. Són primàriament insectívors, però també s'alimenten d'una ampla varietat de petits vertebrats.

## Gèneres i espècies
- Gènere Cardioderma
  - Fals vampir africà (Cardioderma cor)
- Gènere Eudiscoderma
  - E. thongareeae
- Gènere Lavia
  - Fals vampir d'ales grogues (Lavia frons)
- Gènere Macroderma
  - Fals vampir australià (Macroderma gigas)
- Gènere Megaderma
  - Fals vampir gros (Megaderma lyra)
  - Fals vampir petit (Megaderma spasma)